# Kvalifikace na Mistrovství Evropy ve fotbale 2024 – skupina J
Skupina J kvalifikace na mistrovství Evropy ve fotbale 2024 byla jednou z 10 kvalifikačních skupin na tento šampionát. Přímý postup na závěrečný turnaj si zajistily první 2 týmy. Na rozdíl od předchozích evropských kvalifikací do baráže nepostoupily týmy na základě pořadí v kvalifikační skupině, ale podle konečného žebříčku v jednotlivých skupinách (ligách A–D) Ligy národů UEFA 2022/2023.

## Výsledky
| Legenda                                                                         |
| ------------------------------------------------------------------------------- |
| Vítěz skupiny a druhý v pořadí postupující přímo na šampionát                   |
| Týmy postupující do baráže o účast na šampionátu                                |
| V křížové tabulce vpravo je domácí tým v levém sloupci, hostující v horní řadě. |

### Tabulka
| Tým                 | Z  | V  | R | P  | VG | IG | +/- | B  |
| ------------------- | -- | -- | - | -- | -- | -- | --- | -- |
| Portugalsko         | 10 | 10 | 0 | 0  | 36 | 2  | +34 | 30 |
| Slovensko           | 10 | 7  | 1 | 2  | 17 | 8  | +9  | 22 |
| Lucembursko         | 10 | 5  | 2 | 3  | 13 | 19 | -6  | 17 |
| Island              | 10 | 3  | 1 | 6  | 17 | 16 | +1  | 10 |
| Bosna a Hercegovina | 10 | 3  | 0 | 7  | 9  | 20 | -11 | 9  |
| Lichtenštejnsko     | 10 | 0  | 0 | 10 | 1  | 28 | -27 | 0  |

|                     | Portugalsko | Slovensko | Lucembursko | Island | Bosna a Hercegovina | Lichtenštejnsko |
| ------------------- | ----------- | --------- | ----------- | ------ | ------------------- | --------------- |
| Portugalsko         | —           | 3:2       | 9:0         | 2:0    | 3:0                 | 4:0             |
| Slovensko           | 0:1         | —         | 0:0         | 4:2    | 2:0                 | 3:0             |
| Lucembursko         | 0:6         | 0:1       | —           | 3:1    | 4:1                 | 2:0             |
| Island              | 0:1         | 1:2       | 1:1         | —      | 1:0                 | 4:0             |
| Bosna a Hercegovina | 0:5         | 1:2       | 0:2         | 3:0    | —                   | 2:1             |
| Lichtenštejnsko     | 0:2         | 0:1       | 0:1         | 0:7    | 0:2                 | —               |

## Zápasy
Zápasy byly potvrzeny UEFOU 10. října 2022, den po losu skupin. Časy jsou uvedeny v SEČ a SELČ (lokální časy, pokud jsou odlišné, v závorkách).
| 23. března 2023 20:45     |        |        |                                                                     |
| Bosna a Hercegovina       | 3 : 0  | Island | Stadion Bilino polje, Zenica diváci: 9 234 rozhodčí: Donatas Rumšas |
| Krunić 14', 40' Dedić 63' | Zpráva |        | Stadion Bilino polje, Zenica diváci: 9 234 rozhodčí: Donatas Rumšas |

| 23. března 2023 20:45 (19:45 UTC±0)             |        |                 |                                                                     |
| Portugalsko                                     | 4 : 0  | Lichtenštejnsko | Estádio José Alvalade, Lisabon diváci: 45 378 rozhodčí: Espen Eskås |
| Cancelo 8' B. Silva 47' Ronaldo 51' (pen.), 63' | Zpráva |                 | Estádio José Alvalade, Lisabon diváci: 45 378 rozhodčí: Espen Eskås |

| 23. března 2023 20:45 |        |             |                                                                            |
| Slovensko             | 0 : 0  | Lucembursko | Štadión Antona Malatinského, Trnava diváci: 3 523 rozhodčí: Rade Obrenovič |
|                       | Zpráva |             | Štadión Antona Malatinského, Trnava diváci: 3 523 rozhodčí: Rade Obrenovič |

| 26. března 2023 18:00 |        |                                                                                             |                                                               |
| Lichtenštejnsko       | 0 : 7  | Island                                                                                      | Rheinpark Stadion, Vaduz diváci: 1 692 rozhodčí: Jakob Kehlet |
|                       | Zpráva | 3' Ólafsson 38' Haraldsson 48', 68', 73' (pen.) A. Gunnarsson 85' Guðjohnsen 87' Ellertsson | Rheinpark Stadion, Vaduz diváci: 1 692 rozhodčí: Jakob Kehlet |

| 26. března 2023 20:45 |        |                                                            |                                                                      |
| Lucembursko           | 0 : 6  | Portugalsko                                                | Stade de Luxembourg, Lucemburk diváci: 9 231 rozhodčí: Radu Petrescu |
|                       | Zpráva | 9', 31' Ronaldo 15' Félix 18' B. Silva 77' Otávio 88' Leão | Stade de Luxembourg, Lucemburk diváci: 9 231 rozhodčí: Radu Petrescu |

| 26. března 2023 20:45 |        |                     |                                                                 |
| Slovensko             | 2 : 0  | Bosna a Hercegovina | Tehelné pole, Bratislava diváci: 6 052 rozhodčí: Marco Di Bello |
| Mak 13' Haraslín 40'  | Zpráva |                     | Tehelné pole, Bratislava diváci: 6 052 rozhodčí: Marco Di Bello |

| 17. června 2023 15:00    |        |                 |                                                                            |
| Lucembursko              | 2 : 0  | Lichtenštejnsko | Stade de Luxembourg, Lucemburk diváci: 6 806 rozhodčí: Oleksij Derevinskyj |
| Sinani 59' Rodrigues 89' | Zpráva |                 | Stade de Luxembourg, Lucemburk diváci: 6 806 rozhodčí: Oleksij Derevinskyj |

| 17. června 2023 20:45 (19:45 UTC±0) |        |                      |                                                                      |
| Island                              | 1 : 2  | Slovensko            | Laugardalsvöllur, Reykjavík diváci: 7 555 rozhodčí: Donald Robertson |
| Finnbogason 41' (pen.)              | Zpráva | 27' Kucka 69' Suslov | Laugardalsvöllur, Reykjavík diváci: 7 555 rozhodčí: Donald Robertson |

| 17. června 2023 20:45 (19:45 UTC+1) |        |                     |                                                               |
| Portugalsko                         | 3 : 0  | Bosna a Hercegovina | Estádio da Luz, Lisabon diváci: 55 058 rozhodčí: Davide Massa |
| B. Silva 44' Fernandes 77', 90+3'   | Zpráva |                     | Estádio da Luz, Lisabon diváci: 55 058 rozhodčí: Davide Massa |

| 20. června 2023 20:45 |        |                              |                                                                    |
| Bosna a Hercegovina   | 0 : 2  | Lucembursko                  | Stadion Bilino polje, Zenica diváci: 9 517 rozhodčí: Gal Leibovitz |
|                       | Zpráva | 4' Borges Sanches 74' Sinani | Stadion Bilino polje, Zenica diváci: 9 517 rozhodčí: Gal Leibovitz |

| 20. června 2023 20:45 (18:45 UTC±0) |        |             |                                                                    |
| Island                              | 0 : 1  | Portugalsko | Laugardalsvöllur, Reykjavík diváci: 8 600 rozhodčí: Daniel Siebert |
|                                     | Zpráva | 89' Ronaldo | Laugardalsvöllur, Reykjavík diváci: 8 600 rozhodčí: Daniel Siebert |

| 20. června 2023 20:45 |        |             |                                                             |
| Lichtenštejnsko       | 0 : 1  | Slovensko   | Rheinpark Stadion, Vaduz diváci: 2 316 rozhodčí: Yigal Frid |
|                       | Zpráva | 45+1' Vavro | Rheinpark Stadion, Vaduz diváci: 2 316 rozhodčí: Yigal Frid |

| 8. září 2023 20:45           |        |                 |                                                                      |
| Bosna a Hercegovina          | 2 : 1  | Lichtenštejnsko | Stadion Bilino polje, Zenica diváci: 6 189 rozhodčí: Sajat Karabajev |
| Džeko 3' Lüchinger 19' (vl.) | Zpráva | 21' Wolfinger   | Stadion Bilino polje, Zenica diváci: 6 189 rozhodčí: Sajat Karabajev |

| 8. září 2023 20:45                      |        |                |                                                                            |
| Lucembursko                             | 3 : 1  | Island         | Stade de Luxembourg, Lucemburk diváci: 7 427 rozhodčí: Goga Kikacheishvili |
| Chanot 9' (pen.) Sanches 70' Sinani 89' | Zpráva | 88' Haraldsson | Stade de Luxembourg, Lucemburk diváci: 7 427 rozhodčí: Goga Kikacheishvili |

| 8. září 2023 20:45 |        |               |                                                                |
| Slovensko          | 0 : 1  | Portugalsko   | Tehelné pole, Bratislava diváci: 21 473 rozhodčí: Glenn Nyberg |
|                    | Zpráva | 43' Fernandes | Tehelné pole, Bratislava diváci: 21 473 rozhodčí: Glenn Nyberg |

| 11. září 2023 20:45 (18:45 UTC±0) |        |                     |                                                                     |
| Island                            | 1 : 0  | Bosna a Hercegovina | Laugardalsvöllur, Reykjavík diváci: 5 229 rozhodčí: Lawrence Visser |
| Finnbogason 90+1'                 | Zpráva |                     | Laugardalsvöllur, Reykjavík diváci: 5 229 rozhodčí: Lawrence Visser |

| 11. září 2023 20:45 (19:45 UTC+1)                                                |        |             |                                                                  |
| Portugalsko                                                                      | 9 : 0  | Lucembursko | Estádio Algarve, Faro/Loulé diváci: 18 932 rozhodčí: John Brooks |
| Inácio 12', 45+4' Ramos 18', 34' Jota 57', 77' Horta 67' Fernandes 83' Félix 88' | Zpráva |             | Estádio Algarve, Faro/Loulé diváci: 18 932 rozhodčí: John Brooks |

| 11. září 2023 20:45      |        |                 |                                                                       |
| Slovensko                | 3 : 0  | Lichtenštejnsko | Tehelné pole, Bratislava diváci: 13 679 rozhodčí: Sander van der Eijk |
| Hancko 1' Duda 3' Mak 6' | Zpráva |                 | Tehelné pole, Bratislava diváci: 13 679 rozhodčí: Sander van der Eijk |

| 13. října 2023 20:45 (18:45 UTC±0) |        |               |                                                                        |
| Island                             | 1 : 1  | Lucembursko   | Laugardalsvöllur, Reykjavík diváci: 4 568 rozhodčí: Sebastian Gishamer |
| Óskarsson 23'                      | Zpráva | 46' Rodrigues | Laugardalsvöllur, Reykjavík diváci: 4 568 rozhodčí: Sebastian Gishamer |

| 13. října 2023 20:45 |        |                               |                                                                     |
| Lichtenštejnsko      | 0 : 2  | Bosna a Hercegovina           | Rheinpark Stadion, Vaduz diváci: 5 874 rozhodčí: Damian Sylwestrzak |
|                      | Zpráva | 13' Rahmanović 41' Stevanović | Rheinpark Stadion, Vaduz diváci: 5 874 rozhodčí: Damian Sylwestrzak |

| 13. října 2023 20:45 (19:45 UTC+1) |        |                        |                                                                           |
| Portugalsko                        | 3 : 2  | Slovensko              | Estádio do Dragão, Porto diváci: 46 601 rozhodčí: Anastasios Sidiropoulos |
| Ramos 18' Ronaldo 29' (pen.), 72'  | Zpráva | 69' Hancko 80' Lobotka | Estádio do Dragão, Porto diváci: 46 601 rozhodčí: Anastasios Sidiropoulos |

| 16. října 2023 20:45 |        |                                                            |                                                                        |
| Bosna a Hercegovina  | 0 : 5  | Portugalsko                                                | Stadion Bilino polje, Zenica diváci: 13 047 rozhodčí: Halil Umut Meler |
|                      | Zpráva | 5' (pen.), 20' Ronaldo 25' Fernandes 32' Cancelo 41' Félix | Stadion Bilino polje, Zenica diváci: 13 047 rozhodčí: Halil Umut Meler |

| 16. října 2023 20:45 (18:45 UTC±0)                           |        |                 |                                                                        |
| Island                                                       | 4 : 0  | Lichtenštejnsko | Laugardalsvöllur, Reykjavík diváci: 4 317 rozhodčí: Abdulkadir Bitigen |
| G. Sigurðsson 22' (pen.), 49' Finnbogason 44' Haraldsson 63' | Zpráva |                 | Laugardalsvöllur, Reykjavík diváci: 4 317 rozhodčí: Abdulkadir Bitigen |

| 16. října 2023 20:45 |        |           |                                                                                    |
| Lucembursko          | 0 : 1  | Slovensko | Stade de Luxembourg, Lucemburk diváci: 9 386 rozhodčí: José María Sánchez Martínez |
|                      | Zpráva | 77' Ďuriš | Stade de Luxembourg, Lucemburk diváci: 9 386 rozhodčí: José María Sánchez Martínez |

| 16. listopadu 2023 20:45 |        |                         |                                                                    |
| Lichtenštejnsko          | 0 : 2  | Portugalsko             | Rheinpark Stadion, Vaduz diváci: 5 749 rozhodčí: Mohammed Al-Hakim |
|                          | Zpráva | 46' Ronaldo 57' Cancelo | Rheinpark Stadion, Vaduz diváci: 5 749 rozhodčí: Mohammed Al-Hakim |

| 16. listopadu 2023 20:45                                |        |                     |                                                                         |
| Lucembursko                                             | 4 : 1  | Bosna a Hercegovina | Stade de Luxembourg, Lucemburk diváci: 8 520 rozhodčí: Andris Treimanis |
| Olesen 6' Rodrigues 30' (pen.), 90+5' Mujakić 55' (vl.) | Zpráva | 90+3' Gojković      | Stade de Luxembourg, Lucemburk diváci: 8 520 rozhodčí: Andris Treimanis |

| 16. listopadu 2023 20:45                    |        |                              |                                                                |
| Slovensko                                   | 4 : 2  | Island                       | Tehelné pole, Bratislava diváci: 21 548 rozhodčí: Craig Pawson |
| Kucka 30' Duda 36' (pen.) Haraslín 47', 55' | Zpráva | 17' Óskarsson 74' Guðjohnsen | Tehelné pole, Bratislava diváci: 21 548 rozhodčí: Craig Pawson |

| 19. listopadu 2023 20:45 |        |                       |                                                                        |
| Bosna a Hercegovina      | 1 : 2  | Slovensko             | Stadion Bilino polje, Zenica diváci: 3 800 rozhodčí: Julian Weinberger |
| Hrošovský 49' (vl.)      | Zpráva | 52' Boženík 71' Šatka | Stadion Bilino polje, Zenica diváci: 3 800 rozhodčí: Julian Weinberger |

| 19. listopadu 2023 20:45 |        |                  |                                                                        |
| Lichtenštejnsko          | 0 : 1  | Lucembursko      | Rheinpark Stadion, Vaduz diváci: 2 241 rozhodčí: Stéphanie Frappartová |
|                          | Zpráva | 69' G. Rodrigues | Rheinpark Stadion, Vaduz diváci: 2 241 rozhodčí: Stéphanie Frappartová |

| 19. listopadu 2023 20:45 (19:45 UTC±0) |        |        |                                                                               |
| Portugalsko                            | 2 : 0  | Island | Estádio José Alvalade, Lisabon diváci: 45 655 rozhodčí: Anastasios Papapetrou |
| Fernandes 37' Horta 66'                | Zpráva |        | Estádio José Alvalade, Lisabon diváci: 45 655 rozhodčí: Anastasios Papapetrou |

## Disciplína
Hráč byl automaticky suspendován pro další zápas za následující přečiny:
- Obdržení červené karty (červená karta mohla být udělena pro různé přečiny)
- Obdržení třech žlutých karet ve třech různých zápasech, stejně tak pátá žlutá karta a dvě žluté karty v jednom zápase (suspendace nebyly přenášeny do baráže, závěrečného turnaje a následujících mezinárodních zápasů)

Následující suspendace byly uděleny při následujících kvalifikačních zápasech:
| Tým         | Hráč                  | Suspendace                                                                                                   | Suspendován pro zápas(y)                       |
| ----------- | --------------------- | --- | ---------------------------------------------- |
| Island      | Aron Gunnarsson       | proti Albánii v Lize národů UEFA 2022/2023 (27. září 2022)                                                   | proti Bosně a Hercegovině (23. března 2023)    |
| Island      | Willum Þór Willumsson | proti Portugalsku (20. června 2023)                                                                          | proti Lucembursku (8. září 2023)               |
| Island      | Hördur Magnússon      | proti Lucembursku (8. září 2023)                                                                             | proti Bosně a Hercegovině (11. září 2023)      |
| Lucembursko | Christopher Martins   | proti Portugalsku (26. března 2023) proti Bosně a Hercegovině (20. června 2023) proti Islandu (8. září 2023) | proti Portugalsku (11. září 2023)              |
| Lucembursko | Enes Mahmutović       | proti Islandu (8. září 2023) proti Portugalsku (11. září 2023) proti Islandu (13. října 2023)                | proti Slovensku (16. října 2023)               |
| Lucembursko | Vincent Thill         | proti Portugalsku (26. března 2023) proti Portugalsku (11. září 2023) proti Slovensku (16. října 2023)       | proti Bosně a Hercegovině (16. listopadu 2023) |
| Lucembursko | Laurent Jans          | proti Slovensku (23. března 2023) proti Lichtenštejnsku (17. června 2023) proti Slovensku (16. října 2023)   | proti Bosně a Hercegovině (16. listopadu 2023) |
| Portugalsko | Cristiano Ronaldo     | proti Lucembursku (26. března 2023) proti Islandu (20. června 2023) proti Slovensku (8. září 2023)           | proti Lucembursku (11. září 2023)              |
| Slovensko   | Peter Pekarík         | proti Islandu (16. června 2023) proti Portugalsku (13. října 2023) proti Lucembursku (16. října 2023)        | proti Islandu (16. listopadu 2023)             |
| Slovensko   | Patrik Hrošovský      | proti Lichtenštejnsku (11. září 2023) proti Portugalsku (13. října 2023) proti Lucembursku (16. října 2023)  | proti Islandu (16. listopadu 2023)             |